# James Stirling (kiến trúc sư)

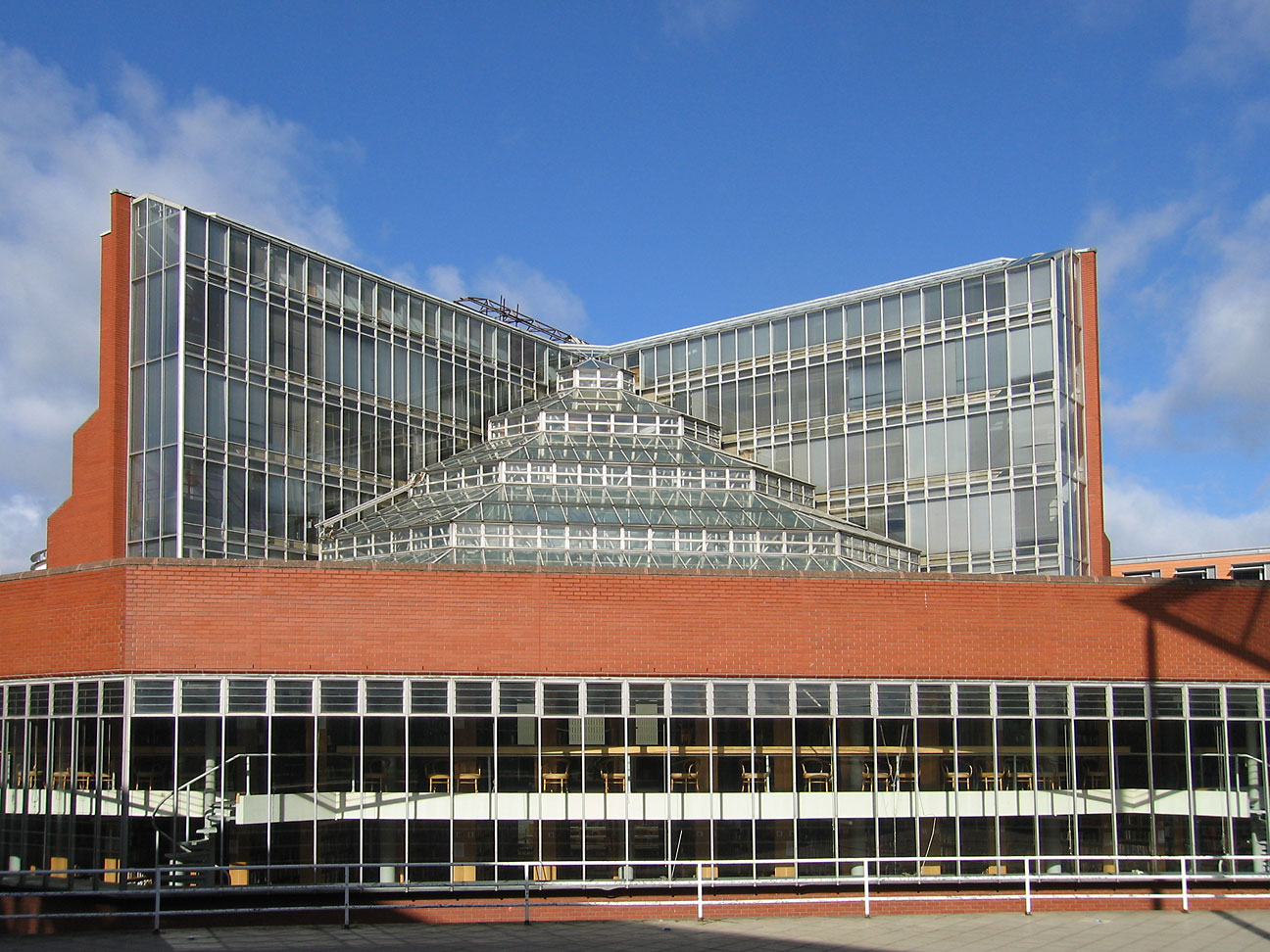
Mặt hướng nam của tòa nhà khoa Lịch sử Đại học Cambridge

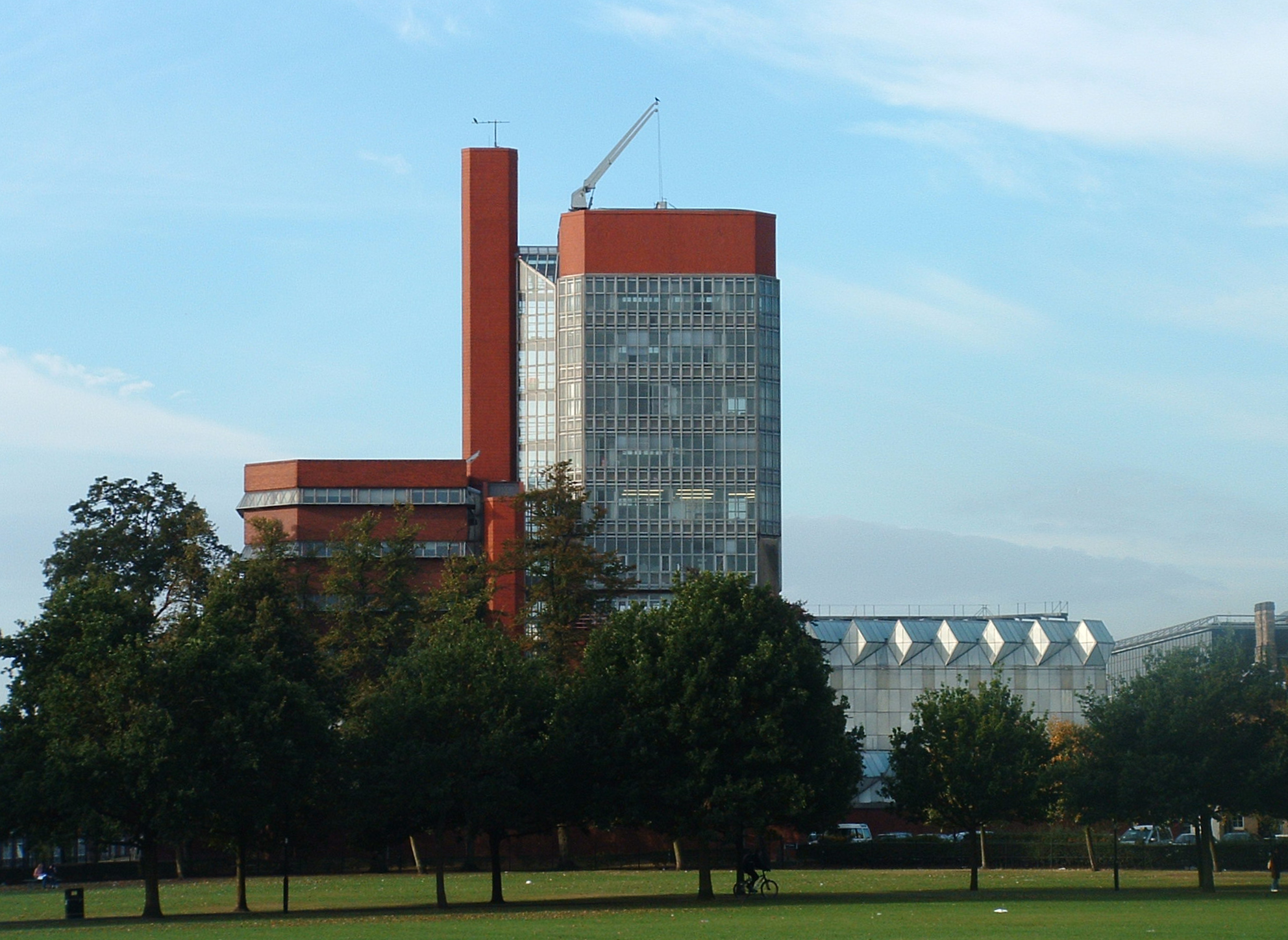
Tòa nhà Kỹ sư, Đại học Leicester

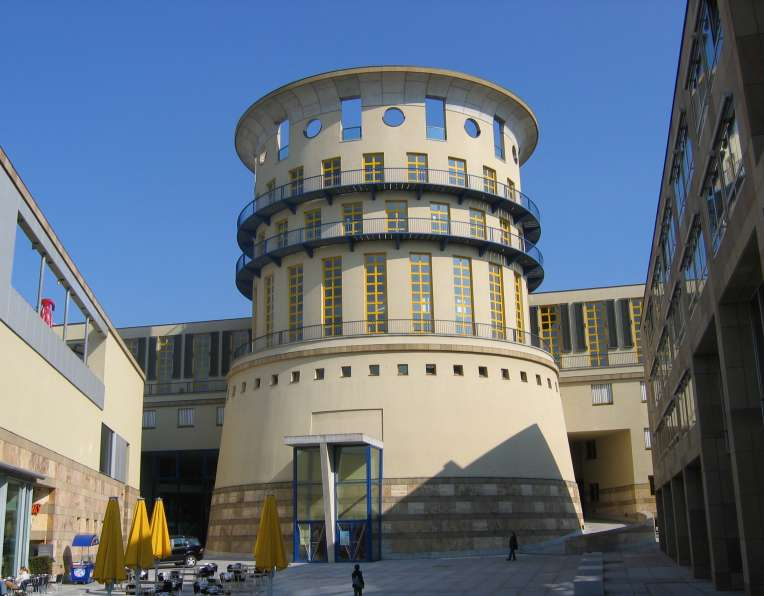
Trường nhjac và nghệ thuật Stuttgart, Đức

James Frazer Stirling (1926–1992) là một kiến trúc sư quan trọng nhất của Anh từ thập niên 1960. Ông sinh ra tại Glasgow, Scotland, nhưng lớn lên tại Liverpool. Stirling theo học kiến trúc tại Đại học Liverpool và thành lập văn phòng kiến trúc của mình tại London. Ông được giải thưởng Pritzker năm 1981.
Để tưởng nhớ ông, Hiệp hội Kiến trúc sư Hoàng gia Anh RIBA đặt ra Giải thưởng Stirling từ năm 1996.

## Một số công trình thiết kế
- Tòa nhà Kỹ sư, Đại học Leicester, 1959
- Trung tâm đào tạo Olivetti, Haslemere
- Khoa Lịch sử Đại học Cambridge, 1968
- Mở rộng Đại học Rice ở Texas
- Dự án nhà ở thu nhập thấp
- Trung tâm Nghệ thuật trình diễn Đại học Cornell
- Mở rộng Phòng trưng bày Clore, Phòng trưng bày Tate, London
- Bảo tàng Arthur M. Sackler, Đại học Harvard
- Mở rộng Bảo tàng Nghệ thuật Fogg, Đại học Harvard
- Neue Staatsgalerie, Stuttgart, 1977 - 1983
- No 1 Poultry, London, 1998 (Hoàn thành sau khi ông mất)